# Útok na Brazilský národní kongres
Útok na Brazilský národní kongres se odehrál 8. ledna 2023 v brazilském hlavním městě Brasílii. Příznivci bývalého prezidenta Jaira Bolsonara při něm vnikli do budovy kongresu s cílem svrhnout zvoleného prezidenta Luize Inácia Lulu, který se funkce ujal o týden dříve, 1. ledna 2023. Protestující souběžně zaútočili na několik dalších vládních budov (budovu Nejvyššího soudu, Národní kongresový palác, Palácio do Planalto a náměstí Praça dos Três Poderes).
Několik týdnů po útoku pokračovali příznivci Jaira Bolsonaro, který předtím odmítl uznat výsledky prezidentské volby z roku 2022, ve kterých prohrál se ziskem 49,1 % hlasů ku Lulovým 50,9 %, v protestech a nepokojích.
Pokus o převrat ze strany Bolsonarových příznivců selhal, byl odsouzen vládními činiteli desítek zemí, vedl k vyhlášení nouzového stavu v oblasti do konce ledna 2023 a také k následnému procesu s Jairem Bolsonarem a jeho blízkými spolupracovníky, kteří byli obviněni z pokusu o puč. Podle vyšetřování z roku 2024 byl do převratu zapojen i sám Bolsonaro, přičemž převrat nebyl úspěšný zejména z důvodu nedostatečné podpory brazilské armády. V souvislosti s tímto procesem uvalil americký prezident Donald Trump v roce 2025 na Brazílii cla.